# War Resisters League Peace Award
Der War Resisters League Peace Award (deutsche Übersetzung: „Friedenspreis des Verbandes der Kriegsgegner“) wird seit 1958 von der 1923 gegründeten Organisation War Resisters League verliehen. Die in den USA ansässige Organisation mit Hauptsitz in New York ist eine US-amerikanische Sektion der War Resisters’ International und propagiert Gewaltlosigkeit im Sinne Mahatma Gandhis.

## Preisträger
- 1958 Jeannette Rankin
- 1961 Tracy Mygatt, Frances Witherspoon
- 1962 Jim Peck
- 1963 Dorothy Day
- 1964 James und Diane Bevel
- 1965 Bayard Rustin
- 1966 Norman Thomas
- 1967 Barbara Deming
- 1968 The Resistance
- 1970 People Resisting within the Military
- 1971 Majorie Swann
- 1974 Daniel Berrigan
- 1975 Dave Dellinger
- 1976 Julius Eichel
- 1977 Marion und Ernest Bromley
- 1978 David Berkingoff und Prafulla Mukerj
- 1979 Igal Roodenko
- 1980 Grace Paley
- 1982 Bent Andreson
- 1983 Virginia Eggleston, Thomas Grabell, Ashley King
- 1984 Larry Gara
- 1985 Barbara Reynolds
- 1986 Plowshares Disarmament Community
- 1987 Dorie Bunting
- 1988 Those who have continued to focus peace work on Vietnam post-war: Don Luce, Vietnam Veterans Against the War, John McAuliff, David Truong, Bob Eaton and Lady Borton
- 1989 Children of War
- 1990 Esther Pank and Riley Bostrom
- 1991 Gulf War Resisters
- 1992 War Tax Resisters and Colrain, MA, war tax resistance activists
- 1996 The Living Theatre
- 1997 Robert Parris Moses
- 1998 Movement Musicians: Odetta, Charlie King, People’s Voice Cafe, Pete Seeger
- 1999 David McReynolds
- 2000 Committee for the Rescue and Development of Vieques
- 2001 Kate Donnelly und Clay Colt
- 2002 Christian Peacemaker Teams
- 2003 September 11th Families for Peaceful Tomorrows
- 2004 Fernando Suarez
- 2005 Karl Bissinger, Ralph DiGia
- 2006 Women Resisting War from within the Military
- 2007 Center for Constitutional Rights and torture Abolition Survivors and Support Coalition; posthumer Preis für das Lebenswerk an die Schriftstellerin Grace Paley
- 2008 Make Levees Not War: Shana Griffin and Kali Akuno representing grassroots groups working to rebuild New Orleans.
- 2009 South African Poet and Freedom Fighter Dennis Brutus, Women of Zimbabwe Arise (WOZA), and Gays and Lesbians of Zimbabwe (GALZ)
- 2010 Kathy Kelly, Founder of Voices for Creative Nonviolence.
- 2011 WRL decided to give the 2011 Peace Award to  Afghan Youth Peace Volunteers, an Afghan grassroots peace group.
- 2012 Suez Port Worker and Labor Leader Asma Mohammed
- 2013 Joan Baez, Harry Belafonte, Daniel Ellsberg
- 2014 nicht vergeben
- 2015 Mumia Abu Jamal
- 2016 Jannat Al Ghezzi
- 2017 Mariame Kaba
- 2018 Corinna Gould and The Peace Poets
- 2019 Highlander Research and Education Center